# Internal Revenue Service
Internal Revenue Service (zkratka IRS, česky doslova správa tuzemských příjmů ) je federální finanční úřad pověřený výběrem a správou daňových příjmů vlády Spojených států amerických. Daňový úřad spadá pod Ministerstvo financí Spojených států amerických. Ředitele úřadu (commissioner) jmenuje, se souhlasem Senátu, na dobu pěti let prezident Spojených států amerických..

## Historie úřadu

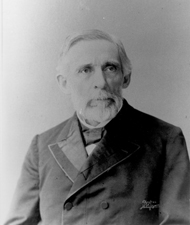
George S. Boutwell sloužící jako první Commissioner of Internal Revenue

Původní úřad byl založen v roce 1862 jako Commissioner of Internal Revenue, zákonem Revenue Act of 1862, za účelem výběru dočasné desetileté federální daně z příjmu určené k financování federální vlády během Americké občanské války. Oprávnění k výběru těchto daní vypršelo v roce 1872. Nicméně od té doby až do přelomu 19. a 20. století se rozšířila snaha o trvalé znovuzavedení této daně, pro financování narůstající federální vlády a jejího zadlužení. Pokus Kongresu o obnovení daně v roce 1894 byl označen Nejvyšším soudem za protiústavní. Na počátku 20. století v americké politice převážili příznivci trvalého posílení federálního zdanění. Proto byl přijat a v roce 1913 ratifikován Šestnáctý dodatek Ústavy Spojených států amerických, který dal Kongresu pravomoc uvalovat federální daň z příjmu. Na jeho základě byl v tomtéž roce zákonem Revenue Act of 1913 daňový úřad obnoven jako Bureau of Internal Revenue (úřad pro výběr tuzemských příjmů) a započal růst jeho agendy a s tím i personální a mocenský růst. Růst byl také podpořen potřebou financování evropského válečného tažení.
Po přijetí a ratifikaci Osmnáctého dodatku Ústavy zavádějícího ve Spojených státech alkoholovou prohibici připadla BIR také agenda dohledu nad prováděním prohibičního zákona (v roce 1930 převedena na Ministerstvo spravedlnosti). Po zrušení alkoholové prohibice v roce 1933 pak byl úřad opětovně pověřen dohledem nad kontrolou zdanění alkoholických nápojů. Další zvýšením zdanění a růst úřadu na základě zákona Revenue Act of 1942 souvisel se zapojením Spojených států do Druhé světové války.
Současný název nese od reorganizace roku 1953, přestože neoficiálně tak byla daňová správa označována už od roku 1918. Zároveň bylo pro předchozí skandály dosavadní politické jmenování zaměstnanců nahrazeno kariérním systémem (s výjimkou nejvyšších pozic).
V roce 1972 byl od IRS osamostatněn federální Úřad pro alkohol, tabák, zbraně a výbušniny. Do té doby spadalo formálně pod IRS mj. vymáhání federální regulace zbraní a souvisejících daní. Bylo tomu tak jelikož federální regulace zbraní z roku 1934 byla vytvořena formou zdanění, aby mohl být obejit smysl Druhého dodatku Ústavy.
Zákonem Internal Revenue Service Restructuring and Reform Act of 1998 byla funkční struktura IRS reformována a byla zpřesněna její činnost a pravomoce (např. v některých věcech bylo důkazní břemeno obráceno ve prospěch daňového poplatníka).

## Kontroverze a kritika
V důsledku své činnosti IRS čelí silné dlouhodobé kritice. Část kritiky je obecně mířena proti samotnému smyslu existence úřadu (případně i samotného 16. dodatku), taznívají tak i hlasy za zrušení celého úřadu. Další kritika pak míří na samotnou činnost úřadu, široký rozsah jeho pravomocí a přehnané zasahování do života Američanů.
Vláda prezidenta F. D. Roosevelta využila vyšetřování IRS ve snaze o diskreditaci mj. radikálnějšího politického levicového konkurenta Huey Longa z Louisiany. Obdobné kritice čelil úřad i v roce 2013, za vlády prezidenta Barracka Obamy, kdy došlo k odhalení diskriminačního přístupu úřadu při prověřování konzervativních a pravicových subjektů ve věci politických příspěvků a darů. V roce 2017 úřad uzavřel dvě dohody o finančním vyrovnání a omluvě s více než čtyřmi stovkami konzervativních organizací.
V roce 2015 bylo zveřejněno, že se úřad stal jedním z cílů hackerského útoku, díky němuž získali útočníci po několik měsíců přístup k citlivým informací daňových poplatníků.
Zejména během úřadování prezidenta Bidena čelil úřad kritice (např. ze strany kongresmana Gaetze nebo senátorky Joni Ernst) za nákupy velkého množství střeliva a zbraní (nižší tisíce zbraní a miliony kusů střeliva), přestože se nezabývá obranou země, regulací zbraní nebo vyšetřováním násilné trestné činnosti, ale správou daní (součástí úřadu je malá divize ozbrojených federálních vyšetřovatelů).  Kongresman Barry Moore z Alabamy s podporou trojice dalších republikánských kongresmanů v roce 2025 navrhl zákon s názvem Why Does the IRS Need Guns Act (česky Proč potřebuje IRS zbraně?), který by v případě přijetí zakazoval IRS využívat federální rozpočet za účelem nabývání zbraní a střeliva nebo umožnění nakládání s nimi svým zaměstnancům. Úřad by také byl povinný předat své dosavadní zásoby k odprodeji občanům. Výtěžek z odprodeje měl být určen pouze ke snížení dluhu federální vlády.